# Gazdászcincér
A gazdászcincér (Xylotrechus arvicola) a cincérfélék családjába tartozó, Eurázsiában és Észak-Afrikában honos, lombos fákon élő bogárfaj. 

## Megjelenése
A gazdászcincér testhossza 8-20 mm. Előháta felső nézetben kerekded, szárnyfedőinek oldalvonalai végig keskenyednek. Teste fekete, lábai vörösbarnák. A szárnyfedők elülső pereme sárgásbarna (ritkán fekete), a pajzsocska sárga, a szárnyfedőkön négy sárga keresztsáv húzódik: az első két, a vállbütyök alatti vízszintes vonalból áll, amelyeket a varrattól elválaszt a második sáv élesen felkanyarodó, kissé vékonyodó vonala; a harmadik, a varraton áthaladó széles, egyenes sáv kb. a szárnyfedő háromnegyedénél található, a negyedik pedig a csúcson húzódik. Az előtoron a harántráncok gyengébbek, az elülső és hátulsó oldalán sárga szőrfoltok láthatók. A homloklécek élesek, kiemelkedők, a homlokdudorok lécei és a homloklécek között sűrűn sárga szőrözettel fedett. A szárnyfedők külső csúcsszöglete rövid hegyben kihúzott, a ferdén lemetszett csúcs a külső szöglet előtt egyáltalán nem, vagy alig öblös. 

## Elterjedése és életmódja
Eurázsiában (az Ibériai-félszigettől Délnyugat-Szibériáig és Észak-Iránig) és Észak-Afrikában honos. Magyarországon szórványos és ritka, Sopron, Nagyvázsony, Siófok, Pápa, Kaposgyarmat és Sátoraljaújhely környékéről ismertek állományai. 
Lárvája különféle lomblevelű fák (tölgy, hárs, nyár, bükk, szil, gyertyán, gesztenye, alma, szilva, szőlő, szeder, galagonya stb.) sérült vagy elhalt ágaiban él. Fejlődése két évig tart. Az imágó májustól augusztusig rajzik, többnyire a tápnövényén tartózkodik. A spanyol szőlőültetvényekben kártétele jelentős lehet.

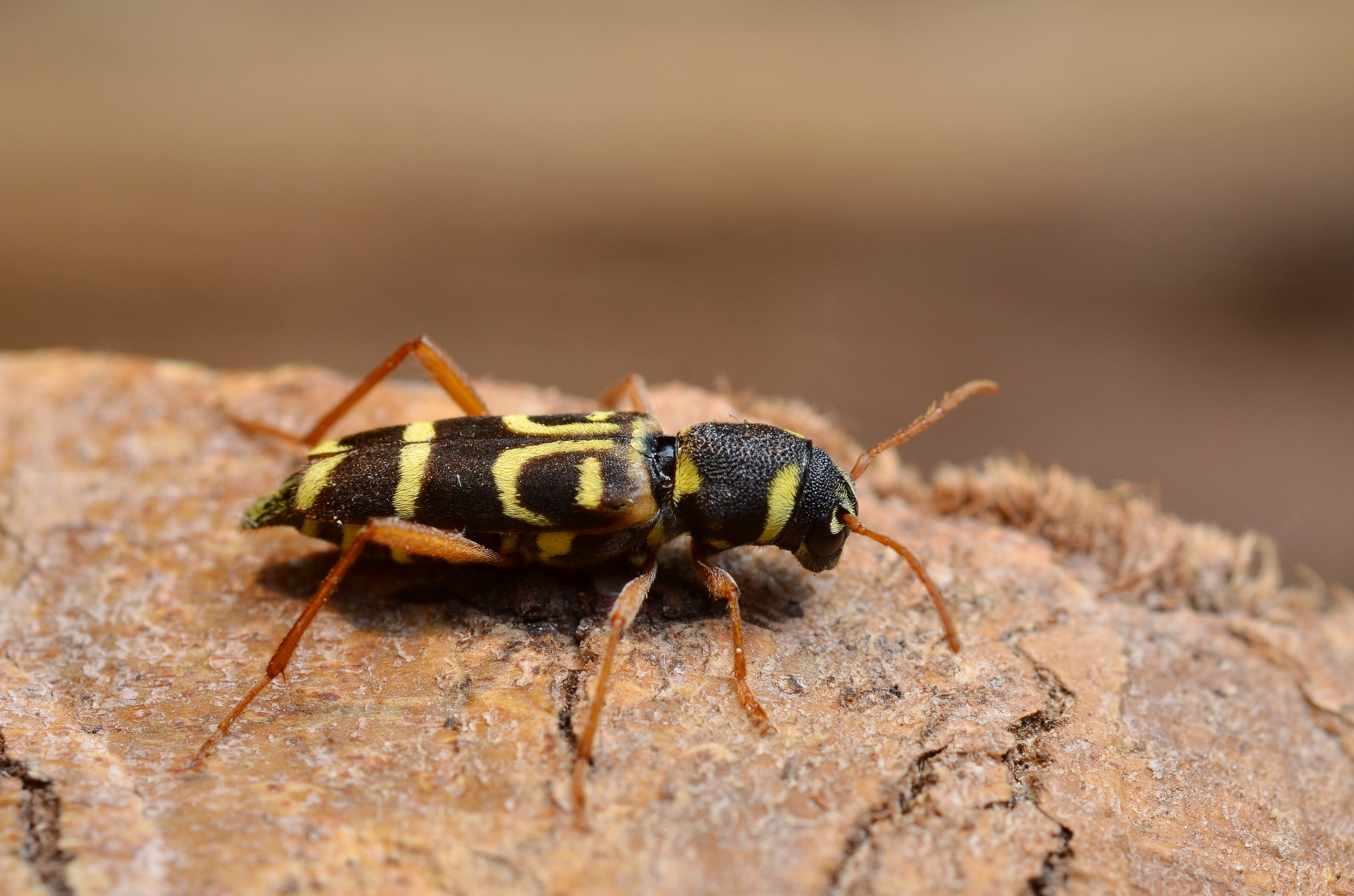
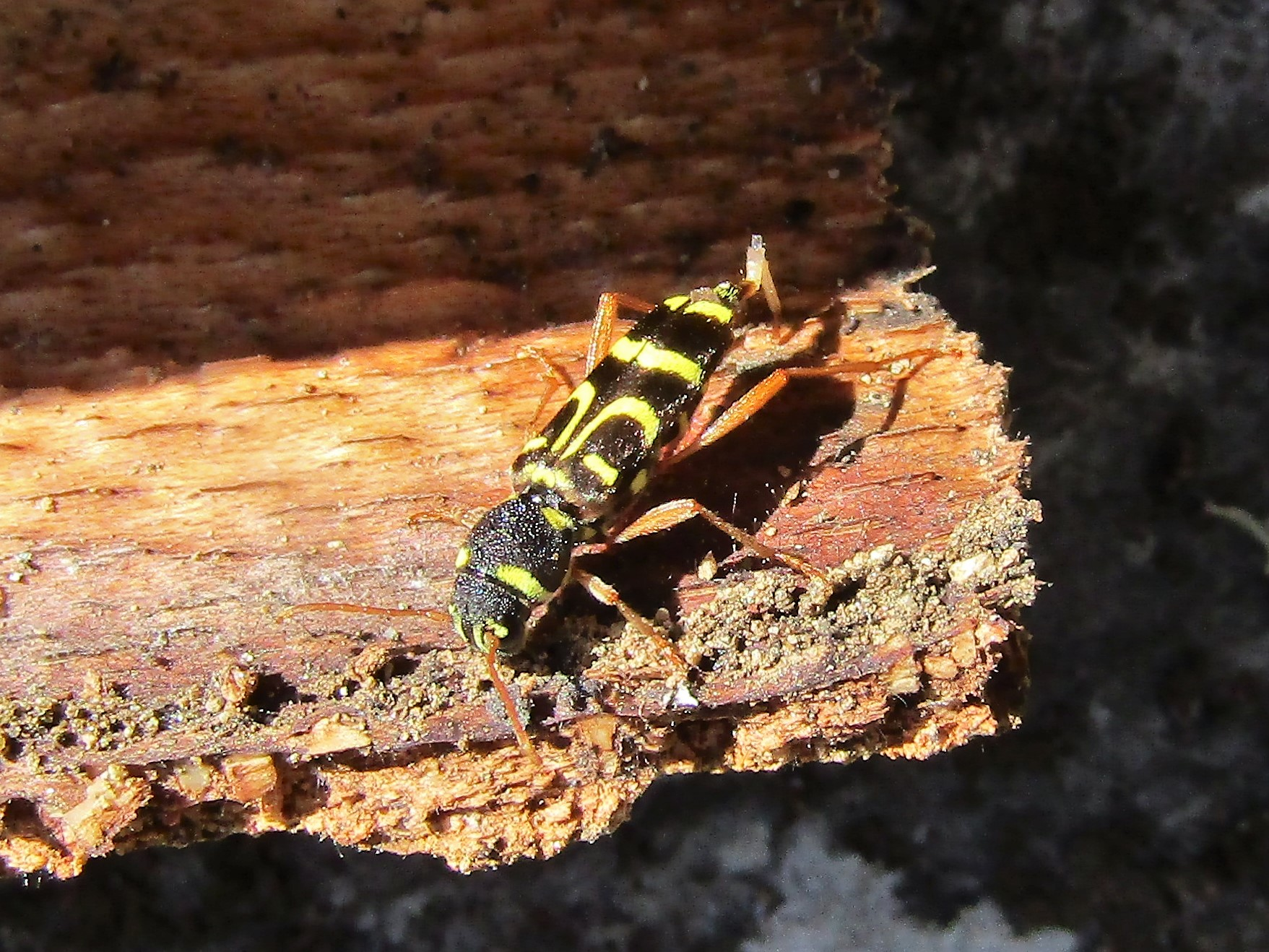
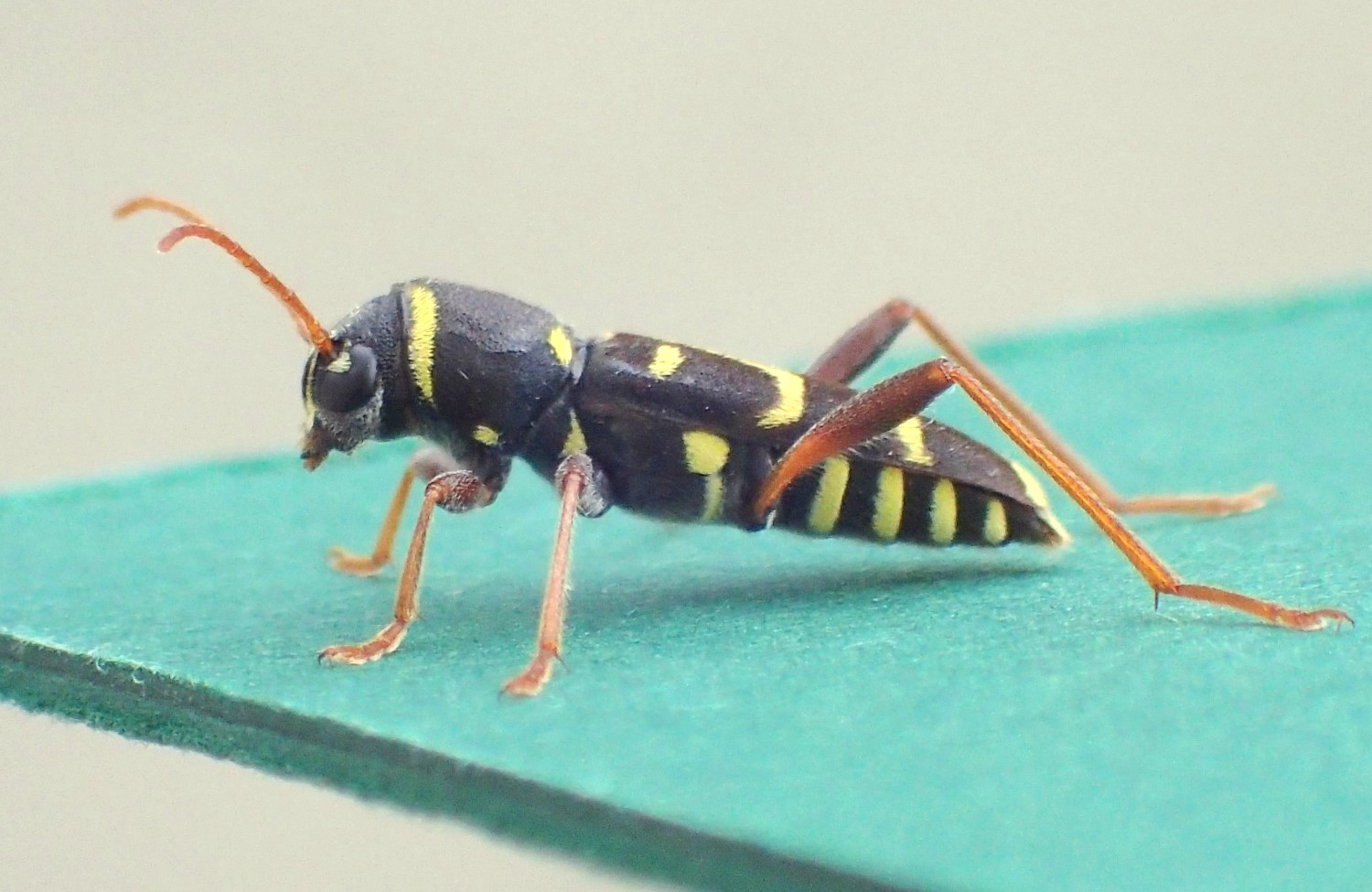
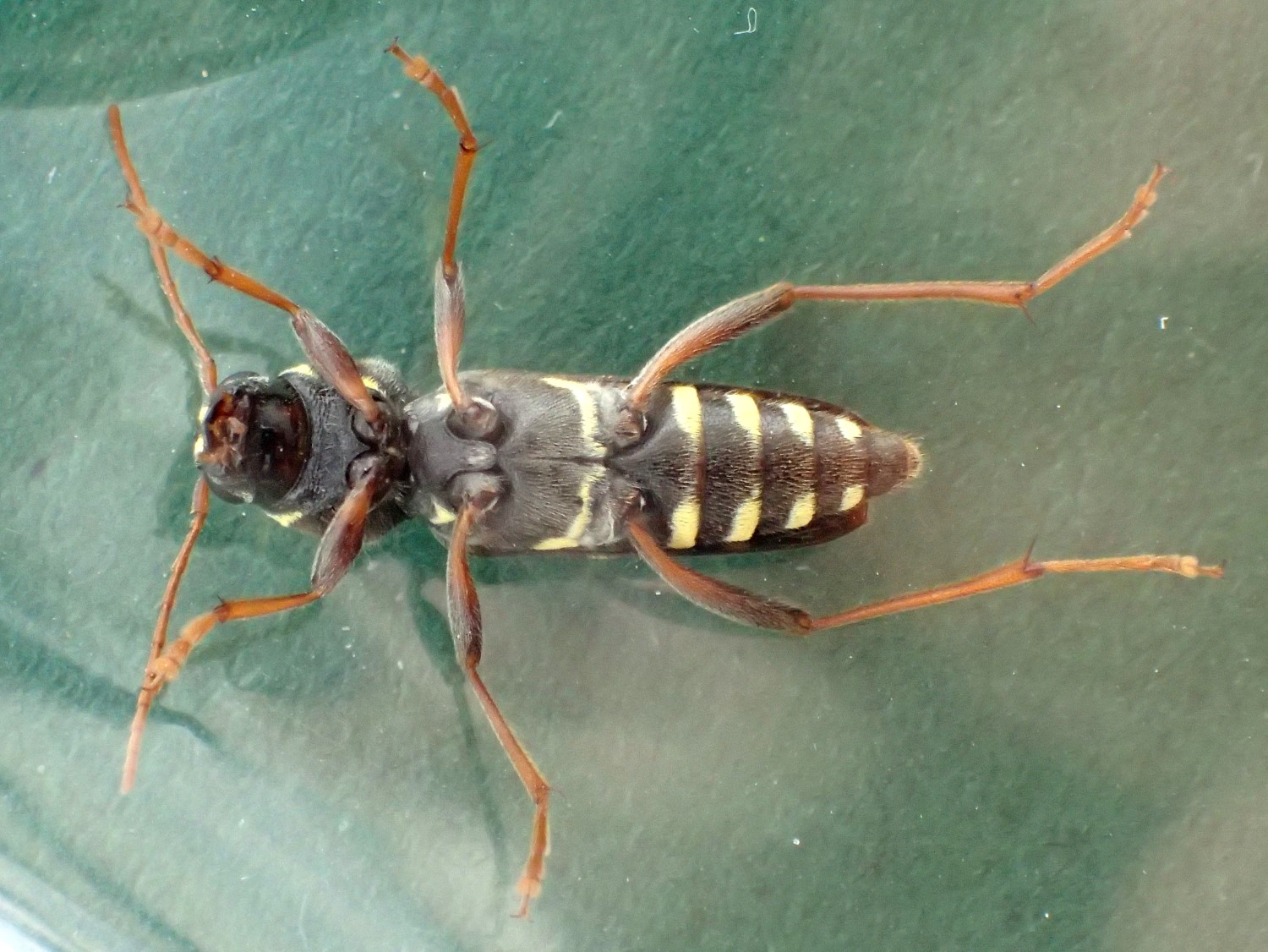
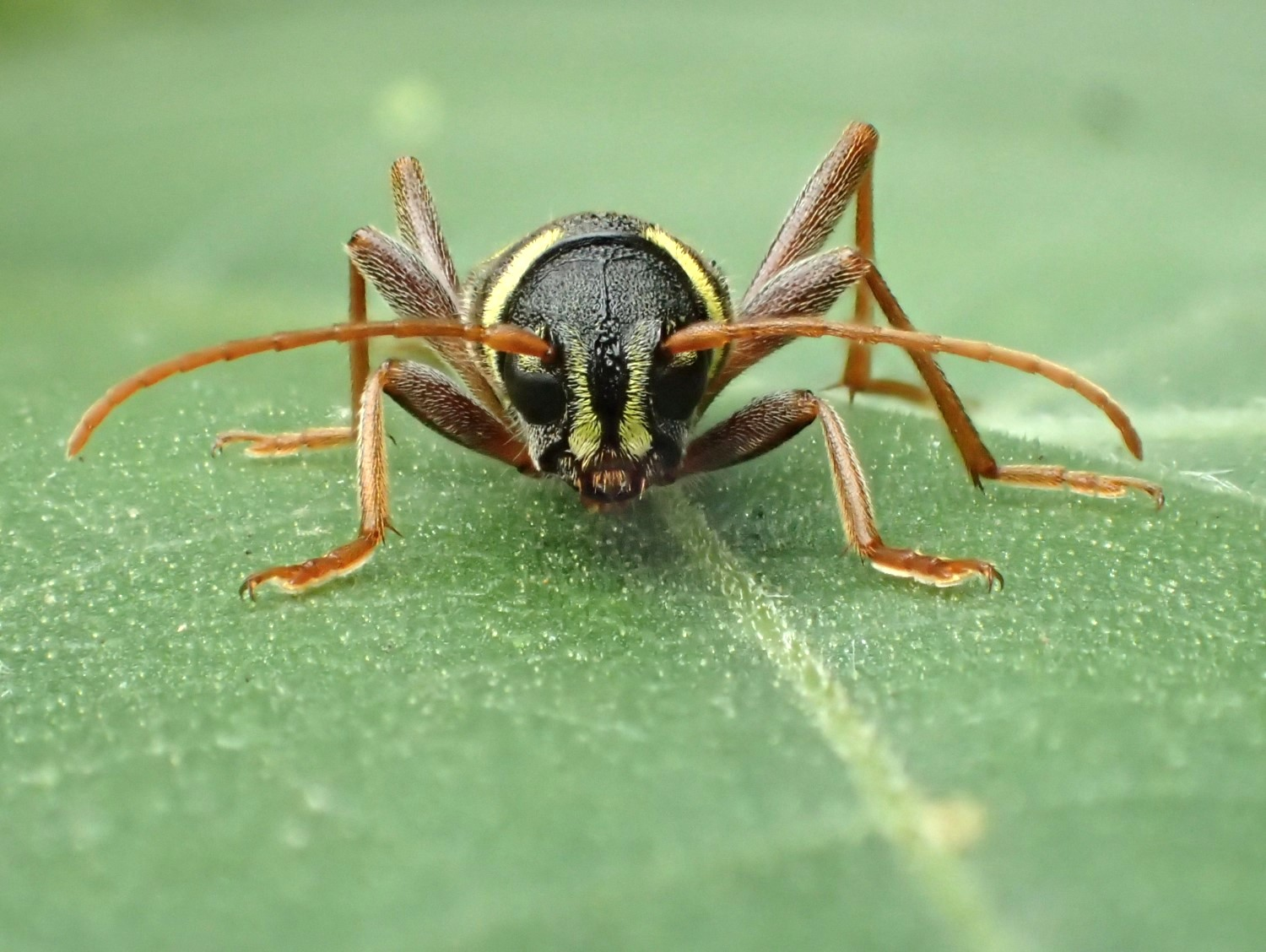

Magyarországon nem védett.